# Luckau
Luckau (en bajo sorabo Łuków) es una ciudad ubicada en el distrito de Dahme-Bosque del Spree en el estado federado de Brandeburgo, en Alemania. Conocida por su belleza, ha sido denominada la Perla de la Baja Lusacia.

## Origen del nombre
Si bien el origen del nombre es incierto, parece ser una forma local del sorabo, cuya raíz que significa pantano, páramo o praderas, en referencia a la campiña circundante.

## Historia
El registro más antiguo que se conserva de la existencia de la ciudad, corresponde a un documento que data del año 1276, en el cual se utiliza la forma eslava Lukow. Convertida en una próspera ciudad, se transformó en una de las capitales de la baja Lusacia hacia 1492.
De acuerdo a los términos de la Paz de Praga en 1635, durante la Guerra de los Treinta Años, como parte del margraviato de Baja Lusacia, Luckau se convirtió en súbdito del elector de Sajonia, territorio que hasta ese momento había sido un feudo de Bohemia. En el transcurso de la Guerra de los Treinta Años, la ciudad fue ocupada y fortificada por las fuerzas sel Reino de Suecia, quienes la usaron como su base principal. A consecuencia de dicho conflicto, la ciudad sufrió graves daños.
En junio de 1813, en el marco de las guerras napoleónicas, el avance francés fue detenido en la ciudad por una fuerza prusiano-rusa, al mando de Friedrich Wilhelm von Bülow, durante la batalla de Luckau. Un mes más tarde, mientras realizaba la inspección de sus tropas, Napoleón pasó la noche en Luckau del 20 al 21 julio, para lo cual se requisaron los cuartos superiores de la casa perteneciente al hombre más rico de la ciudad, un mercader de apellido Vogt.
Como consecuencia de un decreto del Congreso de Viena de 1815, Baja Lusacia fue cedida a Prusia, el margravado fue disuelto, y la región de la Baja Lusacia, y por ende la ciudad de Luckau, fueron incorporadas a la Provincia de Brandenburgo. A partir de 1816 Luckau fue considerada una Kreisstadt (o distrito urbano en un área rural), siendo incluida en 1993 como parte del distrito rural de Dahme-Bosque del Spree, cuya capital es Lubben.
Tras el final de la Segunda Guerra Mundial, la ciudad fue ocupada por el ejército Rojo y en 1948 pasó a integrar la República Democrática Alemana (RDA) hasta la su desaparición en 1990.

## Ciudad hermanada
- Sława,

## Galería de imágenes

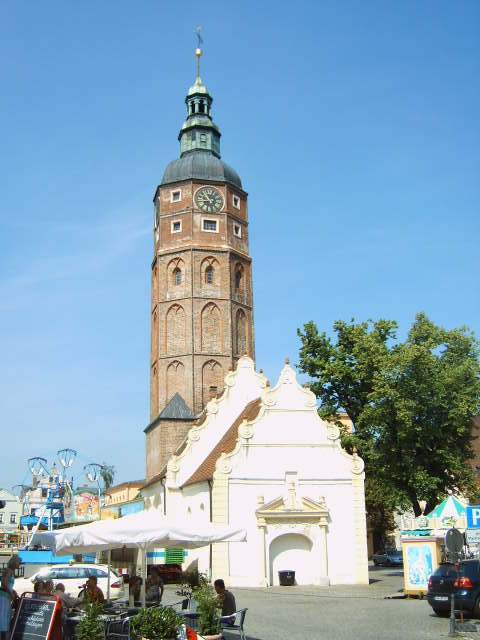
Capilla de San Jorge y Torre Hausmann.
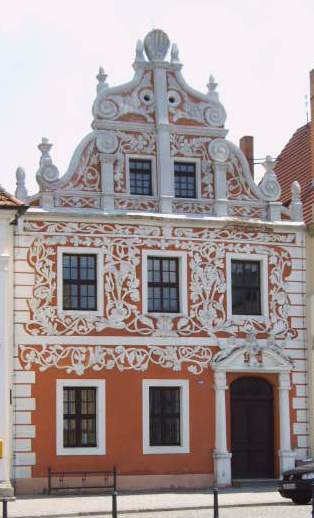
Fachada de casa en la Plaza del Mercado.
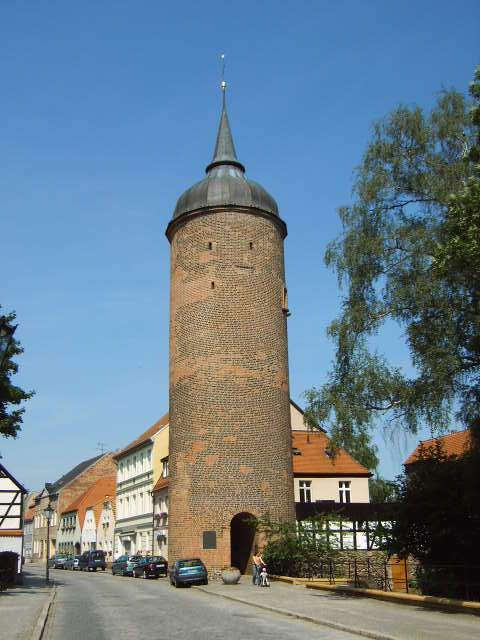
Torre Roja de Luckau.
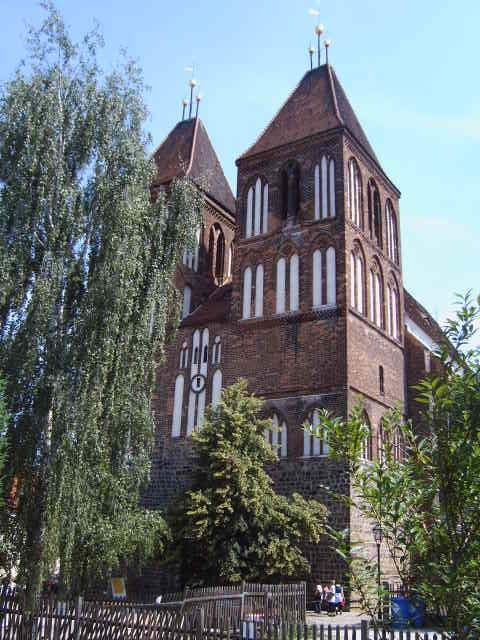
Iglesia de San Nicolás.